# Molco Airport
Molco Airport är en flygplats i Chile.   Den ligger i provinsen Provincia de Valdivia och regionen Región de Los Ríos, i den södra delen av landet, 700 km söder om huvudstaden Santiago de Chile. Molco Airport ligger 142 meter över havet. Den ligger vid sjön Lago Panguipulli.
Terrängen runt Molco Airport är bergig söderut, men norrut är den kuperad. Molco Airport ligger nere i en dal. Runt Molco Airport är det glesbefolkat, med 11 invånare per kvadratkilometer..
I omgivningarna runt Molco Airport växer i huvudsak blandskog.